# نورت مریک (نیویورک)
نورت مریک (به انگلیسی: North Merrick) یک منطقهٔ مسکونی در ایالات متحده آمریکا است که در شهرستان نساو، نیویورک واقع شده‌است. نورت مریک ۴٫۶ کیلومتر مربع مساحت و ۱۲٬۲۷۲ نفر جمعیت دارد و ۱۴ متر بالاتر از سطح دریا واقع شده‌است.